# زونبرگ
شهر زونبرگ (به آلمانی: Sonneberg) در ایالت تورینگن در کشور آلمان واقع شده‌است.
همچنین زونبرگ به اسم زونه برگ نیز شناخته می شود.